# 池田慶栄
池田 慶栄（いけだ よしたか）は、江戸時代後期の大名。因幡鳥取藩の第11代藩主。官位は従四位上・侍従、因幡守。

## 略歴
加賀藩主前田斉泰の四男として誕生した。母は徳川家斉の娘・溶姫。幼名は喬心丸。
嘉永元年（1848年）、10代藩主池田慶行が17歳で早世したが嗣子がいなかったため、幕府は喬心丸（時の将軍徳川家慶の甥にあたる）を藩主に、鹿奴藩主池田仲律の娘で慶行の同母妹にあたる延子（後に整子〔さだこ〕）を嫁がすよう指示した。嘉永2年（1849年）、喬心丸は伯父である家慶の前で元服し、偏諱を受け慶栄と名乗り、従四位上・侍従に叙任、因州池田家代々の因幡守を名乗る。
翌嘉永3年（1850年）、慶栄は初めての国入りのためその途についたが、江戸から鳥取への道中で病に罹り、京都の伏見藩邸にて急死した。享年17。慶栄の死は、他家からの養子を快く思わない鳥取藩による毒殺との噂が流れた。嗣子が無かったことから、水戸藩主徳川斉昭の五男・昭徳（池田慶徳）が養子となって跡を継いだ。

## 系譜
- 父：前田斉泰（1811年 - 1884年）
- 母：溶姫、偕子（ともこ）、景徳院（1813年 - 1868） - 徳川家斉の二十一女
- 養父：池田慶行（1832年 - 1848年）
- 正室：聡姫、整子、延子、宝隆院 - 池田仲律の次女
- 養子
  - 男子：池田慶徳（1837年 - 1877年） - 徳川斉昭の五男